# Johannes Jørgensen
Johannes Jørgensen (anche noto col nome italianizzato Giovanni Joergensen; Svendborg, 6 novembre 1866 – 29 maggio 1956) è stato uno scrittore e poeta danese.

## Biografia

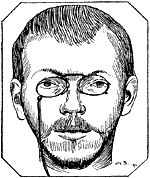
Giovanni Joergensen disegnato da Mogens Ballin (1894)

Di religione protestante, dotato di indole melancolica e grande amante della natura, per frequentare il liceo si trasferì sedicenne a Copenaghen, dove ben presto, dopo il diploma ottenuto nel 1884, iniziò la frequentazione di artisti le cui vedute politiche andavano dal radicalismo al socialismo, applicandosi nella poesia.
Divenuto collaboratore e poi redattore della rivista Taarnet (La torre), pubblicò le sue opere poetiche caratterizzate da un linguaggio metaforico di ispirazione simbolista, trovandosi tuttavia in contrasto con gli esponenti di tale corrente, tra cui i fratelli Georg e Edvard Brandes, redattori del quotidiano liberal-radicale Politiken, che espressero pareri negativi verso i poeti di Taarnet.

### Conversione alla Chiesa Cattolica
L'incontro con il pittore Mogens Ballin, convertito al cattolicesimo dall'ebraismo, lo spinse alla conversione dal protestantesimo: assieme a lui si recò in visita ad Assisi nel 1894, dove l'ammirazione per la vita e le opere di San Francesco influenzarono la sua poetica, portandolo a redigere, nel 1907, la biografia del santo. Il successo di tale lavoro gli valse la nomina di cittadino onorario di Assisi e di Svendborg. Nel 1913 lasciò la moglie Amalie Ewald, dalla quale aveva avuto sette figli e nel 1937, due anni dopo la morte di questa, si risposò con l'austriaca Helena Klein.
Si cimentò nella stesura di biografie dei santi, tra cui Santa Brigida, Santa Caterina da Siena, San Giovanni Bosco e San Francesco d'Assisi, sottolineando nei suoi lavori la componente bucolica della natura, a cui era sempre profondamente legato. Laudes Italiae e Ave, Italia specialmente, del 1902-1903, sono due sue composizioni poetiche impostate sul Cantico di frate Sole di San Francesco, che ci aiutano a capire meglio la grande sua passione per l'Italia tutta, e per Assisi in particolare.

### Ritorno in Danimarca

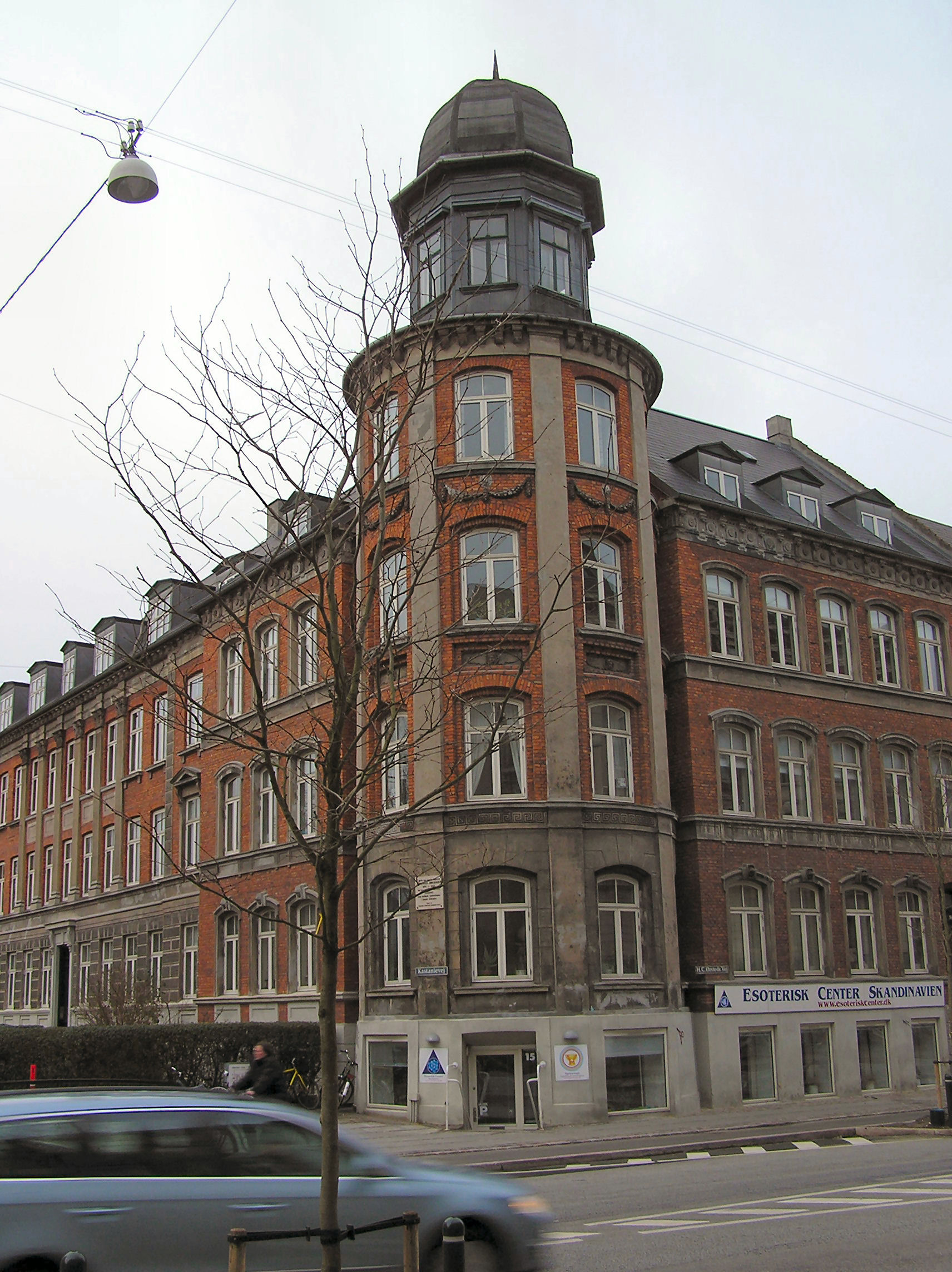
La casa con la torre, da cui la rivista 'Taarnet' in italiano'La Torre', ha avuto il nome

La seconda guerra mondiale lo costrinse in viaggi tra l'Umbria, alla quale dedicò altre opere, e la Svezia. La fine del conflitto lo riportò ad Assisi, ma nel 1952 tornò nella città natale, nella casa dove era nato nella Fruestræde.
Morì il 29 maggio 1956 a 90 anni. Venne sepolto nel cimitero di Svendborg.

## Importanza delle sue opere
Poco apprezzato in patria se non nella produzione poetica di ispirazione religiosa (il componimento Højskolesangbogen figura in testi di raccolte sacre), è difficilmente classificabile come scrittore. I resoconti di viaggio, paragonabili a quelli di Hans Christian Andersen, costituiscono un documento informativo apprezzabile per il registro linguistico utilizzato.
Importante è la biografia di Santa Caterina da Siena scritta dopo un lungo soggiorno a Siena e ampia documentazione sulle fonti originarie; venne pubblicata nel 1915, la prima edizione in lingua italiana è del 1921. L'ultima edizione della biografia è del 2016 per Edizioni Cantagalli di Siena.